# Commerson-Krater

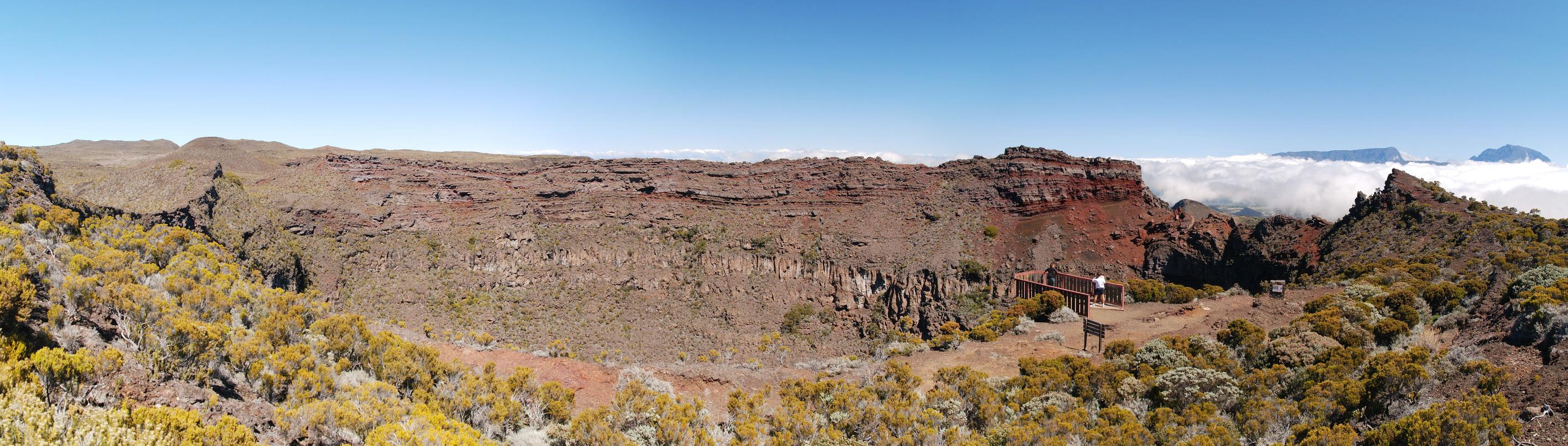
Commerson-Krater

Der Commerson-Krater ist eine Caldera in den Bergen von Réunion, einem französischen Überseedepartement. Er liegt im Gemeindegebiet von Saint-Joseph und ist Teil des Piton de la Fournaise, eines Schildvulkans am östlichen Ende der Insel, aber außerhalb des Enclos Fouqué, der jüngsten Caldera des Vulkans. Er ist nahe der Zufahrtsstraße Route Forestière RF5 zum Piton de la Fournaise leicht erreichbar.
Benannt wurde die Caldera nach Philibert Commerson, einem französischen Entdecker.

## Klima
Aufgrund seiner erhöhten Lage erhält der Commerson-Krater vor allem bei tropischen Stürmen erhebliche Regenmengen. Während des Zyklons Hyacinthe im Januar 1980 erhielt er 6433 Millimeter Niederschlag in 15 Tagen, die größte von einem tropischen Zyklon an einem einzelnen Ort verursachte Niederschlagsmenge. Die zweitgrößte Niederschlagsmenge während eines einzigen tropischen Wirbelsturm ereignete sich ebenfalls beim Commerson-Krater, als Zyklon Gamede 2007 5512 Millimeter Regen über dem Gebiet niedergehen ließ.

## Einzelnachweise

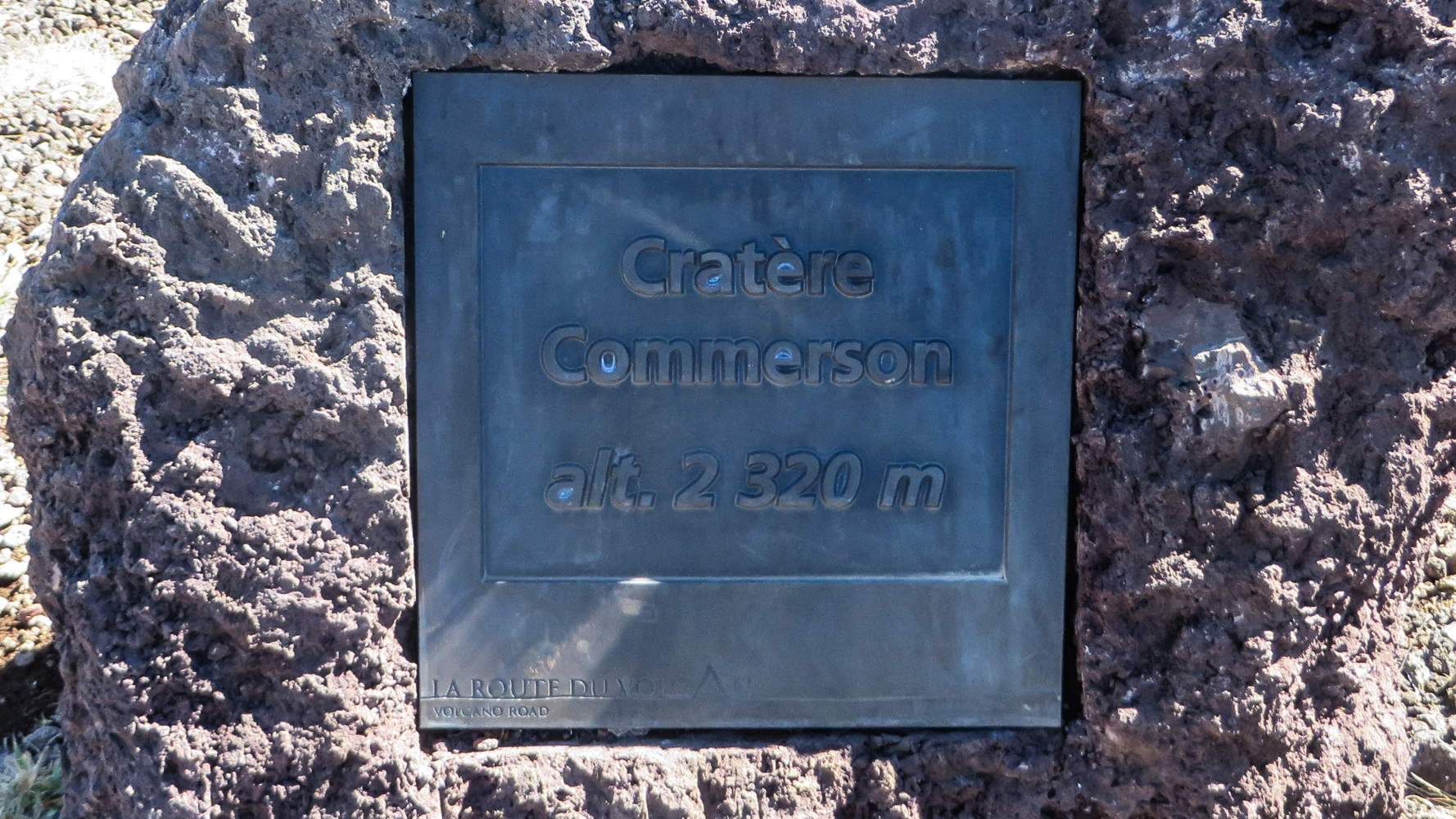
Hinweistafel
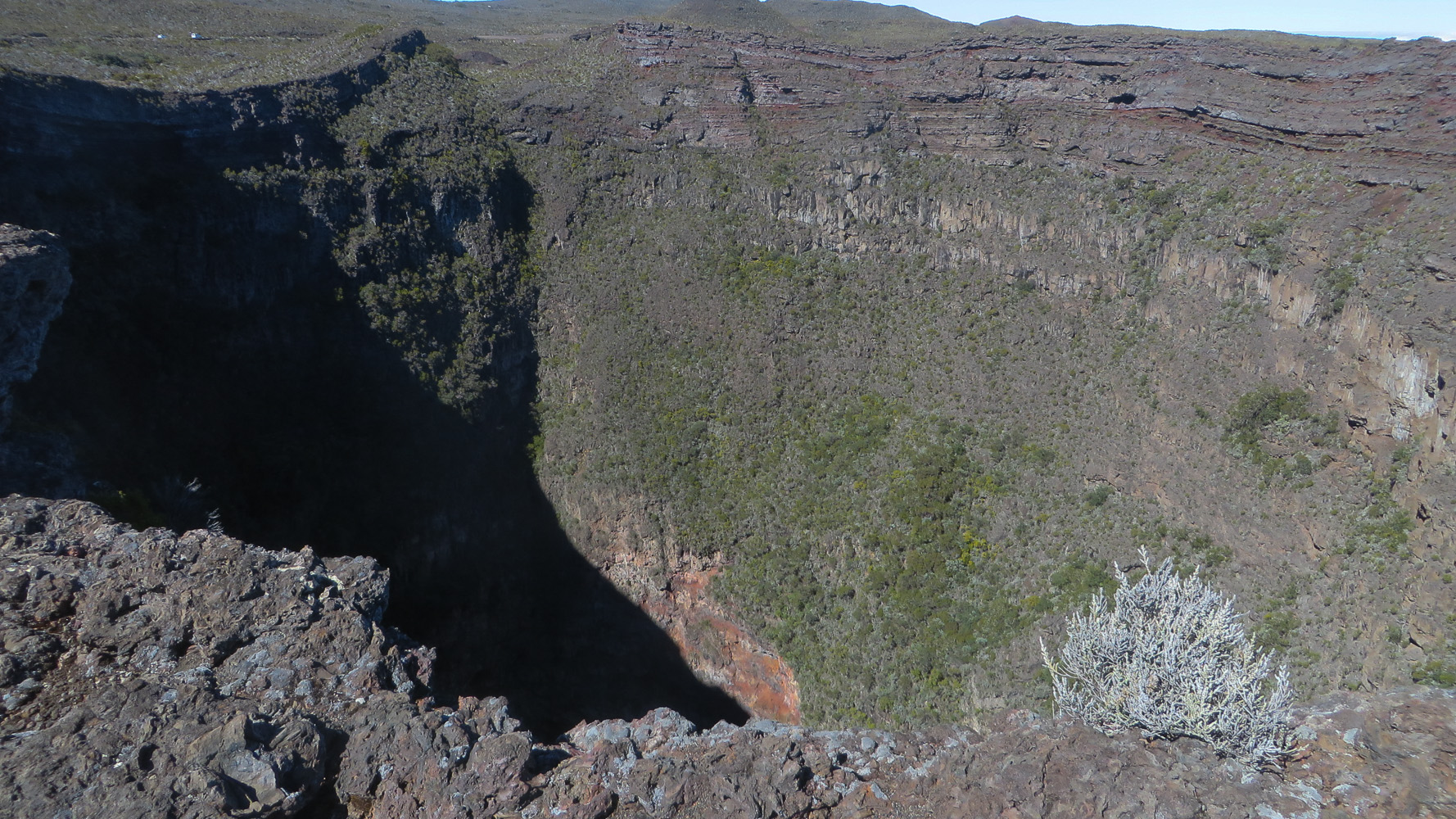
Krater
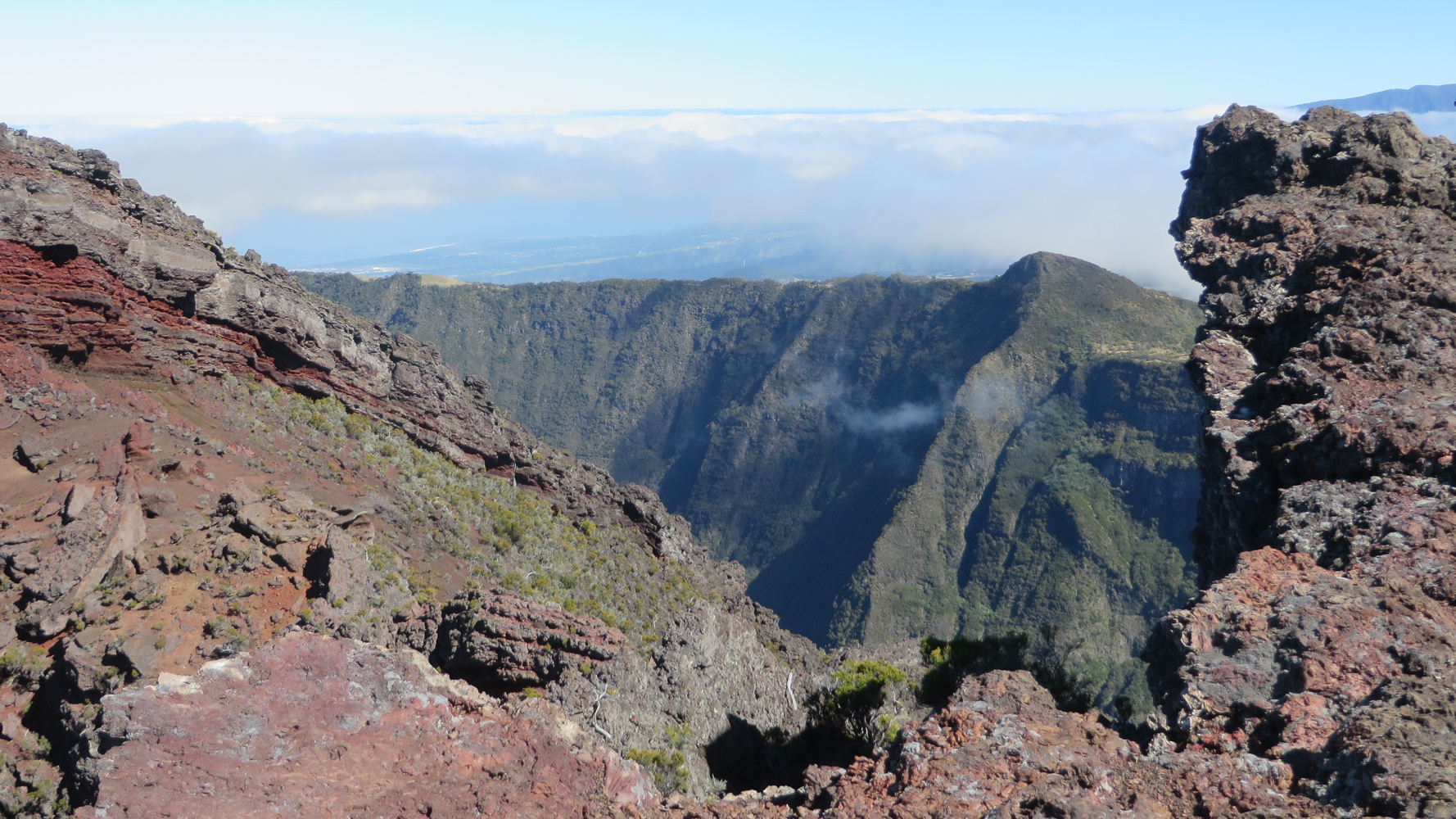
Aussicht vom Krater aus
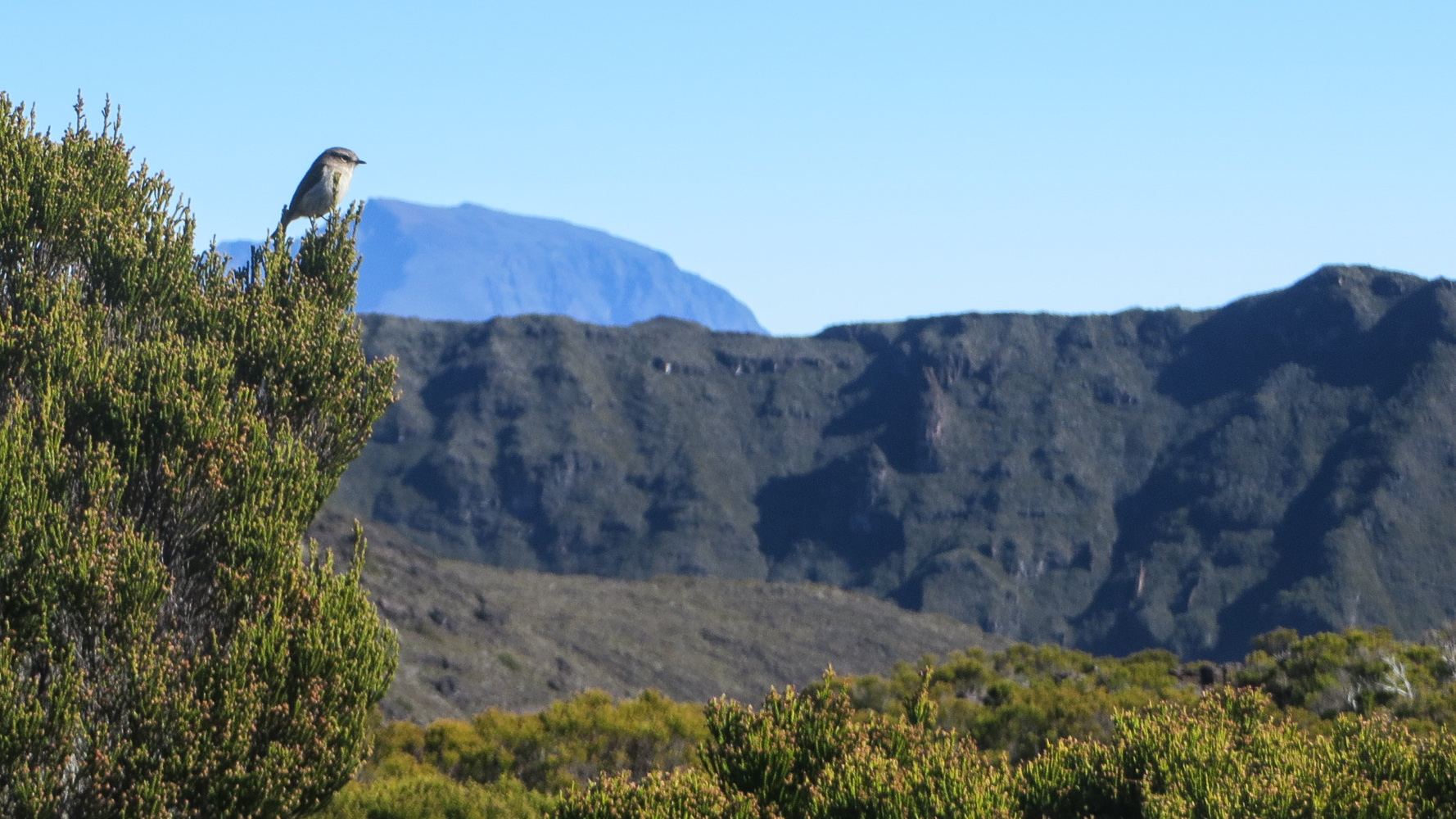
Aussicht auf den Piton des Neiges